# Adiantum reniforme
Adiantum reniforme é uma espécie de feto pertencente à família Pteridaceae.
O nome comum desta espécie é feto-redondo.
A espécie foi descrita por Lineu e publicada em Species Plantarum 1094. 1753., no ano de 1753.
O número cromossómico da espécie é 2n=300.

## Subespécies
Em Portugal estão registada as seguintes subespécies:
- Adiantum reniforme subsp. pusillum
- Adiantum reniforme subsp. reniforme

A subespécie pusillum ocorre na Ilha da Madeira, onde é nativa. A subespécie reniforme ocorre na Ilha da Madeira, Ilha de Porto Santo e Desertas, onde são nativas; não ocorre nas Selvagens. Também não ocorrem nem nos Açores nem em Portugal continental.
Não se encontram protegidas por legislação portuguesa ou da Comunidade Europeia.

## Sinonímia
Segundo o The Plant List, esta espécie tem os seguintes sinónimos:
- Adiantum reniforme var. crenatum

Com estatuto de não resolvido está:
- Adiantum reniforme var. asarifolium (Willd.) R. Sim

Na base de dados Tropicos são indicados os seguintes sinónimos:
- Adiantum asarifolium Willd.
- Adiantum flabellum C. Chr.
- Adiantum reniforme var. asarifolium (Willd.) R. Sim